# Нью-Вестмінстер
Нью-Вестмінстер (англ. New Westminster) — місто в Канаді, у провінції Британська Колумбія, у складі регіонального округу Метро-Ванкувер.

## Населення
За даними перепису 2016 року, місто нараховувало 70996 осіб, показавши зростання на 7,6 %, порівняно з 2011-м роком. Середня густина населення становила 4 543,4 осіб/км².
З офіційних мов обидвома одночасно володіли 5 425 жителів, тільки англійською — 62 930, тільки французькою — 40, а 1 830 — жодною з них. Усього 24370 осіб вважали рідною мовою не одну з офіційних, з них 25 — одну з корінних мов, а 185 — українську.
Працездатне населення становило 70,4 % усього населення, рівень безробіття — 6 % (5,7 % серед чоловіків та 6,3 % серед жінок). 88,5 % осіб були найманими працівниками, а 9,7 % — самозайнятими.
Середній дохід на особу становив $44 294 (медіана $36 662), при цьому для чоловіків — $50 228, а для жінок $38 617 (медіани — $41 871 та $32 156 відповідно).
27,9 % мешканців мали закінчену шкільну освіту, не мали закінченої шкільної освіти — 11,5 %, 60,6 % мали післяшкільну освіту, з яких 49 % мали диплом бакалавра, або вищий, 475 осіб мали вчений ступінь.
| Статево-вікова структура населення | Статево-вікова структура населення | Статево-вікова структура населення | Статево-вікова структура населення | Статево-вікова структура населення |
| ---------------------------------- | ---------------------------------- | ---------------------------------- | ---------------------------------- | ---------------------------------- |
|                                    |                                    |                                    |                                    |                                    |
| Всього                             | Всього                             | 49,0%51,0%                         |                                    |                                    |
| 0 — 14 років                       | 0 — 14 років                       |                                    | 12,4%                              | 12,4%                              |
| 15 — 64 років                      | 15 — 64 років                      |                                    | 72,3%                              | 72,3%                              |
| 65 і більше                        | 65 і більше                        |                                    | 15,2%                              | 15,2%                              |
| 85 і більше                        | 85 і більше                        |                                    | 2,2%                               | 2,2%                               |
| 100 і більше                       | 100 і більше                       |                                    | 0%                                 | 0%                                 |
| Середній вік (років)               | Середній вік (років)               | 40,842,8                           | 41,8                               | 41,8                               |
| Медіана (років)                    | Медіана (років)                    | 40,442,5                           | 41,5                               | 41,5                               |
| — чоловіки — жінки                 |                                    |                                    |                                    |                                    |

| Походження мешканців:     | Походження мешканців:     | Походження мешканців: | Походження мешканців: | Походження мешканців: |
| ------------------------- | ------------------------- | --------------------- | --------------------- | --------------------- |
| Походження                |                           |                       | осіб                  | %                     |
| Корінні американці        | Корінні американці        |                       | 2 905                 | 4.16%                 |
| Інше північноамериканське | Інше північноамериканське |                       | 11 085                | 15.86%                |
| Європейське               | Європейське               |                       | 42 185                | 60.35%                |
| британське                | британське                |                       | 26 440                | 37.82%                |
| французьке                | французьке                |                       | 5 335                 | 7.63%                 |
| українське                | українське                |                       | 3 660                 | 5.24%                 |
| Латинськоамериканське     | Латинськоамериканське     |                       | 1 830                 | 2.62%                 |
| Карибське                 | Карибське                 |                       | 720                   | 1.03%                 |
| Африканське               | Африканське               |                       | 1 860                 | 2.66%                 |
| Азійське                  | Азійське                  |                       | 24 480                | 35.02%                |
| Океанійське               | Океанійське               |                       | 965                   | 1.38%                 |

| Зайнятість населення за галузями (за класифікацією NOC): | Зайнятість населення за галузями (за класифікацією NOC): | Зайнятість населення за галузями (за класифікацією NOC): | Зайнятість населення за галузями (за класифікацією NOC): | Зайнятість населення за галузями (за класифікацією NOC): |
| -------------------------------------------------------- | -------------------------------------------------------- | -------------------------------------------------------- | -------------------------------------------------------- | -------------------------------------------------------- |
|                                                          |                                                          |                                                          |                                                          |                                                          |
| Управління                                               | Управління                                               |                                                          | 10,7%                                                    | 10,7%                                                    |
| Бізнес, фінанси та адміністрування                       | Бізнес, фінанси та адміністрування                       |                                                          | 18%                                                      | 18%                                                      |
| Природничі та прикладні науки                            | Природничі та прикладні науки                            |                                                          | 8,4%                                                     | 8,4%                                                     |
| Охорона здоров'я                                         | Охорона здоров'я                                         |                                                          | 6,9%                                                     | 6,9%                                                     |
| Освіта, правозахист, муніципальні та урядові служби      | Освіта, правозахист, муніципальні та урядові служби      |                                                          | 11,6%                                                    | 11,6%                                                    |
| Мистецтво, культура, відпочинок та спорт                 | Мистецтво, культура, відпочинок та спорт                 |                                                          | 4,4%                                                     | 4,4%                                                     |
| Роздрібна торгівля та послуги                            | Роздрібна торгівля та послуги                            |                                                          | 23,2%                                                    | 23,2%                                                    |
| Гуртова торгівля, транспорт та обладнання                | Гуртова торгівля, транспорт та обладнання                |                                                          | 13,2%                                                    | 13,2%                                                    |
| Природні ресурси, сільське господарство                  | Природні ресурси, сільське господарство                  |                                                          | 0,8%                                                     | 0,8%                                                     |
| Виробництво                                              | Виробництво                                              |                                                          | 2,8%                                                     | 2,8%                                                     |

## Клімат
Середня річна температура становить 10,4 °C, середня максимальна — 21 °C, а середня мінімальна — -1 °C. Середня річна кількість опадів — 1 741 мм.
| Клімат поселення                              | Клімат поселення | Клімат поселення | Клімат поселення | Клімат поселення | Клімат поселення | Клімат поселення | Клімат поселення | Клімат поселення | Клімат поселення | Клімат поселення | Клімат поселення | Клімат поселення | Клімат поселення |
| Показник                                      | Січ.             | Лют.             | Бер.             | Квіт.            | Трав.            | Черв.            | Лип.             | Серп.            | Вер.             | Жовт.            | Лист.            | Груд.            |                  |
| Середній максимум, °C                         | 7,46             | 9,15             | 11,03            | 13,57            | 17,16            | 19,84            | 20,81            | 20,99            | 18,01            | 13,01            | 9,10             | 6,54             |                  |
| Середня температура, °C                       | 3,21             | 4,90             | 6,80             | 9,32             | 12,90            | 15,60            | 18,10            | 18,30            | 15,30            | 10,29            | 6,40             | 3,84             |                  |
| Середній мінімум, °C                          | −1,04            | 0,67             | 2,54             | 5,07             | 8,66             | 11,35            | 15,40            | 15,59            | 12,59            | 7,60             | 3,68             | 1,13             |                  |
| Норма опадів, мм                              | 240              | 166              | 152              | 135              | 102              | 87               | 56               | 59               | 76               | 168              | 275              | 225              |                  |
| Середньомісячна швидкість вітру, м/с          | 3.27             | 3.15             | 3.24             | 3.05             | 2.94             | 2.94             | 2.84             | 2.59             | 2.37             | 2.64             | 3.24             | 3.34             |                  |
| Середньомісячна сонячна радіація, кДж/м²·день | 3112             | 6065             | 9903             | 14830            | 18503            | 19943            | 21212            | 18202            | 13050            | 7054             | 3533             | 2443             |                  |
| --------------------------------------------- | ---------------- | ---------------- | ---------------- | ---------------- | ---------------- | ---------------- | ---------------- | ---------------- | ---------------- | ---------------- | ---------------- | ---------------- | ---------------- |
| Джерело:                                      |                  |                  |                  |                  |                  |                  |                  |                  |                  |                  |                  |                  |                  |

## Персоналії
- Реймонд Берр (1917—1993) — канадо-американський актор.